# Crateri di Umbriel
Segue una lista dei crateri d'impatto presenti sulla superficie di Umbriel. La nomenclatura di Umbriel è regolata dall'Unione Astronomica Internazionale; la lista contiene solo formazioni esogeologiche ufficialmente riconosciute da tale istituzione.
I crateri di Umbriel portano i nomi di spiriti malvagi di varie culture del mondo.

## Prospetto
| Cratere  | Eponimo | Latitudine | Longitudine | Diametro |
| -------- | --- | ---------- | ----------- | -------- |
| Alberich | Alberich - Nano che custodisce l'oro dei Nibelunghi ne La canzone dei Nibelunghi. | 33,6° S    | 42,2° E     | 52 km    |
| Fin      | Fin - Troll di una leggenda danese che avrebbe aiutato ad erigere la chiesa di Kalundborg a patto che un bambino gli avrebbe dato occhi e cuore se non avesse indovinato il suo nome prima del completamento della chiesa. | 37,4° S    | 44,3° E     | 43 km    |
| Gob      | Gob - Re dei gnomi. | 12,7° S    | 27,8° E     | 88 km    |
| Kanaloa  | Kanaloa - Spirito malvagio della mitologia hawaiiana. | 10,8° S    | 345,7° E    | 86 km    |
| Malingee | Malingee - Spirito errante notturno della mitologia aborigena australiana. | 22,9° S    | 13,9° E     | 164 km   |
| Minepa   | Minepa - Spirito malvagio in lotta con Muluku nella tradizione dei Makua e Banayi del Mozambico. | 42,7° S    | 8,2° E      | 58 km    |
| Peri     | Peri - Spirito malvagio della mitologia persiana. | 9,2° S     | 4,3° E      | 61 km    |
| Setibos  | Setebos - Divinità degli spiriti malvagi nella commedia La tempesta di William Shakespeare. | 30,8° S    | 346,3° E    | 50 km    |
| Skynd    | Skynd - Troll di una leggenda danese che avrebbe rapito le tre mogli di un uomo di Englerup. | 1,8° S     | 331,7° E    | 72 km    |
| Vuver    | Vuver - Spirito malvagio del Volga nelle leggende finlandesi. | 4,7° S     | 311,6° E    | 98 km    |
| Wokolo   | Wokolo - Spirito malvagio nelle leggende dei Bambara. | 30° S      | 1,8° E      | 208 km   |
| Wunda    | Wunda - Spirito malvagio della mitologia aborigena australiana. | 7,9° S     | 273,6° E    | 131 km   |
| Zlyden   | Zlyden - Spirito malvagio della mitologia slava. | 23,3° S    | 326,2° E    | 44 km    |